# Deportivo Garcilaso
Deportivo Garcilaso ist ein peruanischer Fußballverein aus der Stadt Cusco. Er wird auch El Garci oder El Vendaval Celeste genannt.

## Geschichte
Deportivo Garcilaso wurde am 13. April 1957 von den Garmendia-Brüdern als Deportivo Lucre gegründet und später an Monsignore Publio Prada Torres verkauft, der den Fußball an der Schule Gran Unidad Escolar Inca Garcilaso de la Vega förderte. 1970 nahm der Klub erstmals an der Copa Presidente de la República teil, scheiterte jedoch in der Gruppenphase. Deportivo Garcilaso erreichte mehrmals die Endphasen der Copa Perú, darunter 1979 das Liguilla-Finale, wo es den dritten Platz belegte. In den Jahren 2000, 2003 und 2007 qualifizierte sich der Verein jeweils für die nationale Phase der Copa Perú, schied jedoch in den K.o.-Runden aus.
2022 gewann Deportivo Garcilaso die Copa Perú und stieg zum ersten Mal in die peruanische Liga 1 auf. In der Saison 2023 belegte der Verein den siebten Platz und qualifizierte sich für die Copa Sudamericana 2024, schied aber in der Gruppenphase aus.

## Erfolge
- Meister der Copa Perú: 2022

## Stadion
Deportivo Garcilaso trägt seine Heimspiele im Estadio Garcilaso de la Vega, das eine Kapazität von 42.506 Plätzen hat, aus. Das 1950 mit einer Kapazität von 22.000 Plätzen gebaute Stadion befindet sich in der Altstadt Cuscos. 2004 wurde die Kapazität aufgrund der internationalen Teilnahmen von CS Cienciano und der Austragung der Copa América 2004 auf über 42.000 Plätze erweitert. Dabei wurde auch die Laufbahn entfernt. 2013 wurde das Stadion nochmal modernisiert.

## Rivalität
Größter Rivale für Deportivo Garcilaso ist der CS Cienciano. Die beiden ältesten erfolgreichen Teams der Stadt spielen den Clásico Cusqueño aus. Mittlerweile spielt auch der erst 2009 gegründete Cusco FC in der Liga 1. Alle drei Vereine tragen ihre Heimspiele im Estadio Garcilaso de la Vega aus.